# نول‌ماهی
نول‌ماهی (به انگلیسی: billfish) نامی است که برای گروهی از ماهیان بزرگ‌جثه که نوکی دراز دارند استفاده می‌شود. واژه نول در فارسی به معنی منقار است.
نول‌ماهی‌ها شامل بادبان‌ماهیها، نیزه‌ماهی‌ها، و شمشیرماهیها هستند.
نول‌ماهی‌ها جزو درنده‌های بالاسر هستند یعنی در بالای زنجیره غذایی قرار دارند و دیگر جانوران توانایی شکارش را ندارند. غذای نول‌ماهی‌ها انواع زیادی از ماهی‌های کوچک، سخت‌پوستان و سرپایان هستند.